# Guitar Pro
Guitar Pro es un editor de partituras para guitarra y bajo, aunque admite todos los instrumentos soportados por el formato MIDI. Es una herramienta muy útil en el aprendizaje de la guitarra, ya que además de que permite escuchar la canción se puede visualizar la tablatura y la partitura, además de un esquema con la posición de los dedos en el mástil de la guitarra. En el apartado de audio, utiliza el formato MIDI, y a partir de la versión 5, un motor de audio llamado RSE (Realistic Sound Engine) el cual puede descargarse en el sitio web oficial. El software es desarrollado por la empresa francesa Arobas Music.

## Historia
Las versiones más conocidas del software han sido de la 3 a la 7, aunque fueron lanzadas otras versiones con corrección de errores y otras características de poca importancia. La licencia del programa incluía actualizaciones gratuitas a estas características, mientras que el paso a una versión más avanzada no era gratuita, aunque sí con un 50% de descuento.
Guitar Pro fue diseñado en origen como un editor de tablaturas, pero desde entonces ha evolucionado en un completo editor y secuenciador MIDI de tablaturas y partituras. Hasta la versión 4 del software, este estuvo sólo disponible para Microsoft Windows, pero la versión 5, lanzada en noviembre de 2005, está disponible también para el sistema de Mac OS X desde julio de 2006. 
En 2010 es lanzada la versión 6.0 añadiendo el soporte para GNU/Linux y una renovada interfaz entre otras novedades. El 6 de febrero de 2011, la primera versión portable de Guitar Pro 6.0 fue lanzada en App Store. Posteriormente, La versión para Android fue lanzada el 17 de diciembre de 2014.
En abril de 2017, se lanzó oficialmente Guitar Pro 7 con nuevas características.

## Características
Guitar Pro permite manejar partituras de manera muy sencilla e intuitiva pero muy profesional. Soporta además de 8 guitarras; varios tipos de instrumentos como pianos, órganos, varios tipos de cuerdas, voces, percusión, efectos sintéticos, y otros efectos, contando con un total de 127 instrumentos posibles.
Desde la versión 5, Guitar Pro incluye un nuevo sistema llamado RSE (Realistic Sound Engine) para reproducir el audio de las partituras en vez del formato MIDI usado por las versiones anteriores. Este sistema consiste en la reproducción de sonidos de instrumentos reales previamente grabados, lo que ofrece un sonido muy similar al de un instrumento real. Este método de reproducción tiene como inconveniente que consume gran cantidad de recursos del sistema.
Posee además una útil herramienta para la construcción de acordes. Cuenta con herramientas para afinación de guitarras eléctricas y clásicas, herramientas para la práctica de escalas, metrónomo, entrenador de velocidad entre otros.

## Problemas
Se ha comprobado que la versión 5.2 usa demasiados recursos en muchos sistemas, llegando a superar los 200MB de RAM.[cita requerida] También hay ciertos problemas para reproducir las secuencias de RSE en reproductores multimedia.
Además, debido a que es un programa fundamentalmente para escritura de guitarra, y hablando de instrumentos graves, bajo eléctrico, y siendo que estos dos instrumentos son transpositores; Guitar Pro escribía siempre una octava más arriba que el sonido real que producía cuando se escribía en la notación clásica, sin importar si se escribía para un instrumento transpositor o no, e incluso ofrecía afinaciones de las cuerdas con respecto a algunos instrumentos no transpositores, pero no escribía en la clave que resultaría cómoda ni óptima para dicho instrumento. 
Así, si uno seleccionaba la afinación de la viola, no sólo escribía en clave de sol (siendo que la viola lee clave de do, inexistente en las primeras versiones de Guitar Pro), sino que además escribía todas las notas una octava arriba con respecto al sonido que produciría, lo mismo pasaba con instrumentos graves, como el violonchelo, que tradicionalmente se escribe en clave de fa en cuarta, pero al octavarse hacia los agudos, por defecto se escribía en la clave de sol en segunda, a manera de guitarra. 
Estos problemas ya no aparecen en el Guitar Pro 6, que parece estar destinado a una escritura más profesional de la música, incorporando, por ejemplo, silencios de caja, claves en diferentes líneas del pentagrama, sistemas, diseño de compases, multi-voces o menús de efectos tradicionales para la notación clásica más completos y accesibles; que solían ser los principales problemas de las primeras ediciones del programa.